# 桑特朗日
桑特朗日（法語：Santranges，法語發音：[sɑ̃tʁɑ̃ʒ]）是法国谢尔省的一个市镇，属于布尔日区。

## 地理
桑特朗日（47°29'55"N, 2°46'19"E）面积24.31 平方千米，位于法国中央-卢瓦尔河谷大区谢尔省，该省份为法国中部省份，北起卢瓦雷省，西接卢瓦-谢尔省和安德尔省，南至克勒兹省，东南接阿列省，东临涅夫勒省。
与桑特朗日接壤的市镇（或旧市镇、城区）包括：卢瓦尔河畔贝尔维尔、桑塞尔地区萨维尼、叙里埃斯布瓦、卢瓦尔河畔博略、卢瓦尔河畔沙蒂永、皮埃尔菲特-埃斯布瓦。

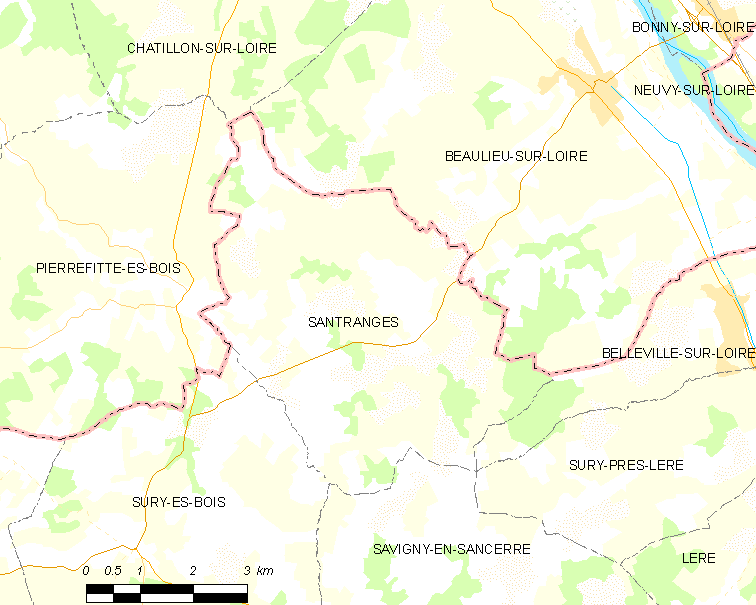
桑特朗日的OSM定位图

桑特朗日的时区为UTC+01:00、UTC+02:00（夏令时）。

## 行政
桑特朗日的邮政编码为18240，INSEE市镇编码为18243。

## 政治
桑特朗日所属的省级选区为桑塞尔县。

## 人口

1962-2008年间桑特朗日人口变化图示

桑特朗日于2022年1月1日时的人口数量为438人。